# 新加坡铁路运输
新加坡的铁路运输系统是该国公共交通系统的骨干，当中城市轨道交通系统由新加坡地铁和新加坡轻轨组成，由SMRT地铁和新捷运营运，其中地铁由南北线、東西线、东北线、环线和滨海市区线、汤申－东海岸线6条线路组成，全长230公里，三座轻轨系统则全长28.8公里。此外，总部设于马来西亚的马来亚铁道也在新加坡经营跨境铁路服务，而聖淘沙捷运和樟宜机场高架旅客运送車则是当地专为游客而设的铁路系统。

## 境內铁路运输

### 城市轨道交通系统

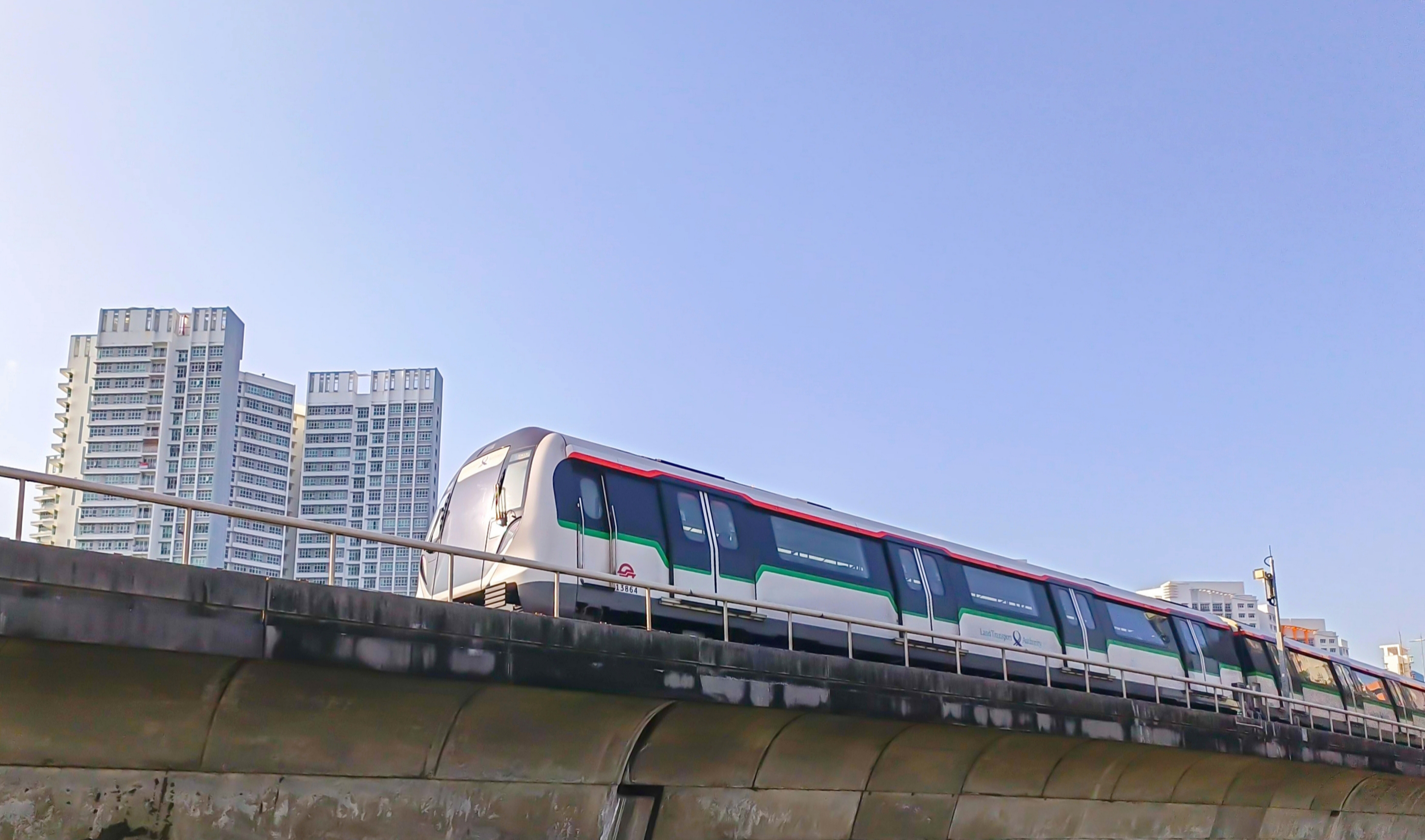
一列 阿尔斯通Movia CR151型电力动车组 列车

早在1967年，新加坡的城市规划人员就提到，当地到了1992年便需要建设城市轨道交通系统以应付新加坡市民对公共交通的需求。其后，1981年的整体运输研究结果也表示，新加坡需要兴建地铁，而且如果新加坡当局要扩展巴士系统的话，将来巴士便需要和其他车辆争夺路面空间，不利市民出行。因此，新加坡地铁便于1983年动工修建，而当地的第一条地铁线则于1987年通车。时至今日，新加坡地铁已经发展成为一个设有6条线路、134座车站、全长230公里的城市轨道交通系统，采用的轨距是标准轨。而建設中的路线则包括跨岛线和裕廊区域线。

#### 线路
以下是新加坡地铁线路的资料（截至2022年11月）。
| 线路及其代表颜色 | 线路及其代表颜色 | 开通日期       | 終点站          | 終点站            | 车站数目 | 长度（公里） | 车厂                           | 轨距     | 供电方式              |
| SMRT地铁         | SMRT地铁         | SMRT地铁       | SMRT地铁        | SMRT地铁          | SMRT地铁 | SMRT地铁     | SMRT地铁                       | SMRT地铁 | SMRT地铁              |
| ---------------- | ---------------- | -------------- | --------------- | ----------------- | -------- | ------------ | ------------------------------ | -------- | --------------------- |
| 南北线           |                  | 1987年1月7日   | 裕廊东          | 滨海南码头        | 27       | 45           | 碧山车厂 烏鲁班丹车厂          | 1435毫米 | 750伏特直流电、第三轨 |
| 東西线           |                  | 1987年12月12日 | 巴西立 樟宜机场 | 大士连路 丹那美拉 | 35       | 57.2         | 烏鲁班丹车厂 樟宜车厂 大士车厂 | 1435毫米 | 750伏特直流电、第三轨 |
| 环线             |                  | 2009年5月28日  | 多美歌 滨海湾   | 港湾 体育场       | 30       | 35.4         | 金泉车厂                       | 1435毫米 | 750伏特直流电、第三轨 |
| 汤申－东海岸线   |                  | 2020年1月31日  | 兀兰北          | 滨海湾花园        | 20       | 31           | 万礼车厂                       | 1435毫米 | 750伏特直流电、第三轨 |
| 新捷运           |                  |                |                 |                   |          |              |                                |          |                       |
| 东北线           |                  | 2003年6月20日  | 港湾            | 榜鹅              | 16       | 20           | 盛港车厂                       | 1435毫米 | 1500伏特架空电缆      |
| 滨海市区线       |                  | 2013年12月22日 | 武吉班让        | 博览              | 34       | 41.9         | 大成设备大楼 加利巴株车厂      | 1435毫米 | 750伏特直流电、第三轨 |
| 1. 2. 3.         |                  |                |                 |                   |          |              |                                |          |                       |

## 轻轨列车系统

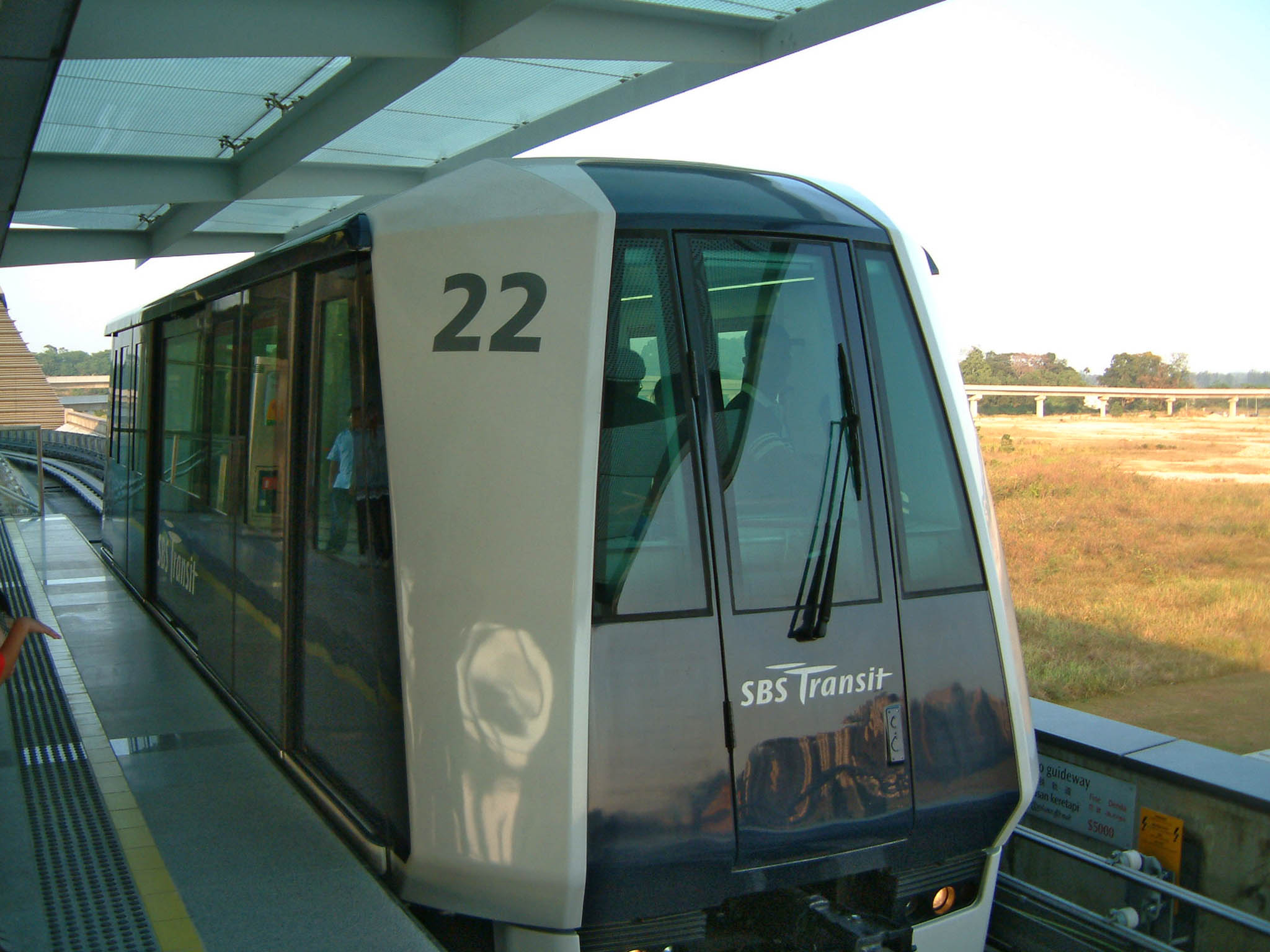
一列三菱重工Crystal Mover轻轨列车停在榜鹅轻轨站的月台。

目前新加坡共有3座轻轨系统，位于武吉班让、盛港和榜鹅、负责连接建屋发展局发展的组屋区和附近的地铁站，辅助地铁的功能。轻轨系统的建设原意是应付低密度组屋区居民的出行需求，避免交通挤塞；研究也指出和地铁延长线相比，轻轨系统比较环保，因为它成本较低，排放和废气和噪音也比较少。新加坡第一条轻轨——武吉班让轻轨在1996年获政府同意兴建，并于1999年通车，其后盛港轻轨、榜鹅轻轨也在2003年至2017年分阶段通车（榜鹅轻轨西段的德利站至今尚未开通）。不过，陆路交通管理局已经表明，除非政府需要大力发展某一新市镇，否则将搁置一切兴建或扩建轻轨的计划。

### 线路
以下是新加坡轻轨线路的资料（截至2017年3月）。
| 武吉班让轻轨 |               | 1999年11月6日 | 蔡厝港       | 蔡厝港       | 13 | 7.6  | 十里广场车厂 |          |
| 新捷运       |               |               |              |              |    |      |              |          |
| 盛港轻轨     |               | 2003年1月18日 | 盛港（东环） | 盛港（东环） | 6  | 10.7 | 盛港车厂     | 盛港车厂 |
| 盛港轻轨     | 2005年1月29日 | 盛港（西环）  | 盛港（西环） | 9            |    | 10.7 | 盛港车厂     | 盛港车厂 |
| 榜鹅轻轨     |               | 2005年1月29日 | 榜鹅（东环） | 榜鹅（东环） | 8  | 10.3 | 盛港车厂     | 盛港车厂 |
| 榜鹅轻轨     | 2014年6月29日 | 榜鹅（西环）  | 榜鹅（西环） | 7            |    | 10.3 | 盛港车厂     | 盛港车厂 |
| 1.           |               |               |              |              |    |      |              |          |

### 機场旅客捷运系统
樟宜机场高架旅客运送車系统是亚洲首座无人驾驶的旅客捷运系统，在1990年落成，当时高架旅客运送車系统只连接了1号和2号搭客大厦；到了2008年，3号搭客大厦落成启用，高架旅客运送車系统也随之扩展，成为连接3座搭客大厦的交通工具。

### 单轨铁路
圣淘沙岛最早的单轨铁路在1982年通車，名为圣淘沙单轨列车，这条单轨铁路线行走于圣淘沙岛的西部；不过到了2005年，圣淘沙单轨列车停止运作，并被圣淘沙捷运取代，後者在2007年通车，把新加坡本岛和圣淘沙岛连接起来。圣淘沙捷运应用了日立的单轨铁路技术，共设4站，每程可接载4,000人次。
此外，新加坡东区裕廊飞禽公园內部亦曾设有游览单轨车系统供游客乘坐。该游览单轨车系统已于2012年4月1日停止运作，並被游览车取代。

## 跨境铁路运输

### 马来亚铁道城市服务
新加坡自英国殖民时期便拥有一条连接柔佛新山的铁路，后来新加坡的跨境铁路服务由马来西亚的马来亚铁道继续经营。2011年前是從位于新加坡市區的丹戎巴葛火車站開始。2011年新加坡市區鐵路被廢除和拆卸後，跨境鐵路服務改由兀兰火车关卡始發，由此可前往新山中央车站。新加坡的铁路还可以通往西马来西亚各地，甚至泰国。新柔捷运系统竣工启用後，马来西亚将考虑废除馬來亞鐵道新加坡境内仅余至兀兰的铁路，馬來亞鐵道完全退出新加坡。

### 高速铁路
马来西亚企业杨忠礼集团在1990年代已提出修建馬新高速鐵路的计划，但其计划未被马来西亚首相马哈迪·莫哈末和阿都拉·巴达威采纳。直至2013年2月19日，马来西亚首相纳吉·阿都拉萨才和新加坡总理李显龙议定该高速铁路的兴建计划。高铁将连接吉隆坡新街场和新加坡裕廊东，途经森美兰、马六甲、柔佛三州；目前该铁路线尚在评估阶段。

### 新柔捷运系统
马新两国于2010年协商廢除新加坡市區鐵路时，同意修建新柔捷运系统，以纾解新柔长堤交通阻塞，方便新山及新加坡两地来往。新柔捷运系统将连接马来西亚新山关卡附近的武吉查卡地段和新加坡兀兰北站，其中兀兰北站将与汤申－东海岸线连接。边检方面预计实行一地两检，两端终站各有两国并置海关、入境及检疫设施，乘客在登上捷运列车之前接受所在国出境检查及目的国入境检查。